# 스리랑카 내전
스리랑카 내전은 1983년 7월 23일부터 2009년 5월 18일까지 스리랑카와 타밀족 반군인 타밀일람 해방 호랑이(LTTE) 사이에 진행된 내전이다. 스리랑카 정부군이 타밀일람 해방 호랑이의 지배 지역을 제압하여 26년에 걸친 내전은 종결되었다.

## 배경
스리랑카가 있는 실론 섬에는 오래전부터 싱할라족과 타밀족이 거주하고 있었으나, 1815년부터 영국이 실론 섬을 지배하였다. 영국이 지배한 실론은 싱할라족이 권력을 장악하여 타밀족들을 차별하기 시작하였다. 더 나아가 독립 이후 1972년에는 타밀어 국호인 실론에서 싱할라어 국호인 스리랑카로 바꾸었다. 싱할라족에게 차별을 받은 타밀족은 점점 분노하기 시작하였고, 급기야 급진화된 타밀족 인사들이 타밀일람 해방 호랑이를 구성하기에 이르렀다.

## 진행

### 제1차 내전
1983년 7월 자프나 근교에서 타밀일람 해방 호랑이의 공격으로 인해 스리랑카 정부군 병사 13명이 사망했다. 이 사건으로 인해 콜롬보 시내에 거주하던 싱할리족이 폭동을 일으켜 많은 타밀족들을 학살하였다. 이에 타밀족들이 반발하여 무력으로 맞서 결국 내전으로 이어졌다.
1985년 7월 부탄의 수도인 팀부에서 스리랑카 정부와 타밀일람 해방 호랑이 간의 평화 협상이 진행되었다. 이 평화 협상은 타밀족의 다수가 거주하고 있던 인도의 중재를 통해 진행되었다. 인도는 1987년 7월부터 평화유지군을 스리랑카로 파병하였으나, 별다른 성과를 거두지 못한 채 3년 만인 1990년 3월에 철수하였다.

### 제2차 내전
1990년 6월 7일 평화 협상이 실패하면서 정전 체제가 붕괴되었다. 타밀일람 해방 호랑이는 1991년 5월 21일에 평화유지군 파병을 결정한 인도의 라지브 간디 총리를 암살했고, 1993년 5월 1일에는 스리랑카의 라나싱헤 프레마다사 대통령을 암살했다. 스리랑카 정부군과 타밀일람 해방 호랑이는 1995년 1월 7일에 정전에 합의했다.

### 제3차 내전
1995년 4월 19일 정전 체제가 붕괴되면서 전쟁이 재개되었다. 타밀일람 해방 호랑이는 FIM-92 스팅어 미사일을 이용해서 정부군의 공군기를 격추시켰다. 2001년 7월 24일에는 콜롬보 교외에 위치한 스리랑카 공군 기지를 습격했고 반다라나이케 국제공항에 있던 스리랑카 항공 소속 여객기를 공격했다.
2002년 2월 22일 스리랑카 정부와 타밀일람 해방 호랑이는 노르웨이 오슬로에서 열린 평화 협상에서 노르웨이 정부의 중재를 통해 마련된 평화 협정에 서명했다.

### 평화 협상
스리랑카 정부와 타밀일람 해방 호랑이는 태국 푸껫 주, 태국 나콘빠톰 주, 노르웨이 오슬로, 독일 베를린, 일본 가나가와현에서 6차례에 걸친 평화 협상을 전개했다. 스리랑카 정부의 연방제 도입에 따른 평화 실현에 대한 기대가 있었지만 합의에는 이르지 못했다.
2004년 12월에 일어난 인도양 지진 해일으로 인해 타밀일람 해방 호랑이가 지배하고 있던 스리랑카 북부, 동부 지역은 큰 피해를 입었다. 스리랑카 정부는 타밀일람 해방 호랑이와 함께 부흥 사업을 전개하자고 제안했지만 스리랑카 대법원이 위헌 판결을 내리면서 무산되었다.

### 제4차 내전
2006년 7월 26일 스리랑카 공군이 타밀일람 해방 호랑이의 기지를 공습하면서 전쟁이 재개되었다. 자금, 군사 분야에서 중국, 파키스탄의 대규모 원조를 받은 스리랑카 정부군은 거의 투입되지 않았던 해군, 공군을 동원하면서 총력전을 전개했다.
2008년 1월 스리랑카 정부는 타밀일람 해방 호랑이와 체결한 정전 협정을 공식적으로 파기하였다. 2009년 5월 18일 타밀일람 해방 호랑이의 지도자인 벨루필라이 프라바카란이 스리랑카군에게 사살되어 지도부가 붕괴되었고, 결국 타밀일람 해방 호랑이가 항복하여 내전은 마무리되었다.